# Turn 10 Studios
Turn 10 Studios är en datorspelsutvecklare som utvecklar bilspelsserien Forza Motorsport. Studion är ett dotterbolag till Xbox Game Studios och grundades år 2001. Huvudkontoret finns i Redmond, Washington.

## Historia
Turn 10 Studios grundades år 2001 som ett dotterbolag till Microsoft Studios för att bli en förstaparts bilspelsutvecklare. Studion började utveckla det första spelet i Forza Motorsport-serien för att fylla tomrummet av racingsimulatorer till Xbox. Spelet lade stor fokus på körmekaniken och de nyaste funktionerna i Xbox Live. Spelet hade premiär i maj 2005 och mottogs väl. Turn 10 Studios började direkt efter lanseringen att utveckla uppföljaren till Xbox 360: Forza Motorsport 2, vilket släpptes i maj 2007, denna gång med nyheter som användargenererat innehåll och ett nätbaserat auktionshus.
I slutet av 2007 påbörjade studion utvecklingen av Forza Motorsport 3, med förbättrad grafik och användargenerat innehåll. Spelet hade premiär i oktober 2009. I oktober 2011 släppte Turn 10 Studios Forza Motorsport 4, med nyheter som integration med Kinect och Autovista, där man kan granska sina bilar i detalj genom att bland annat öppna dörrar och kliva in i dem.
Nästa spel i serien, Forza Motorsport 5, hade premiär år 2013 och var det första spelet i serien att släppas till Xbox One, denna gång med nyheter som molnbaserade Drivatarmotståndare. Den 15 september 2015 släppte Turn 10 Studios Forza Motorsport 6 med nyheter som nattracing och regn.

## Ludografi
- Forza Motorsport (2005)
- Forza Motorsport 2 (2007)
- Forza Motorsport 3 (2009)
- Forza Motorsport 4 (2011)
- Forza Motorsport 5 (2013)
- Forza Motorsport 6 (2015)
- Forza Motorsport 7 (2017)
- Forza Motorsport (2023) [4]